# Célestine Hitiura Vaite
Célestine Hitiura Vaite est une écrivaine polynésienne de langue anglaise, née en 1966 à proximité de Papeete, en Polynésie française. Elle est la première écrivaine tahitienne à avoir publié des romans en langue anglaise.

## Biographie et créations

### Jeunesse, études et famille
Née à Tahiti en 1966, à Faaa, une commune mitoyenne de Papeete, Célestine Hitiura Vaite reste très attachée à la culture tahitienne. Elle garde le souvenir des réunions de famille, de nombreux évènements religieux et de cette langue tahitienne qui était parlée par tous. Au cours de sa scolarité, elle fréquente d'abord l’école de Sainte-Thérèse, puis le collège Anne-Marie Javouhey et enfin le lycée La Mennais. C'est alors qu'elle est en terminale qu'elle rencontre Michael Pitt, un Australien de vingt-six ans avec qui elle part en 1984 se marier dans son pays d'origine. De retour en Polynésie pour passer son baccalauréat, elle intègre ensuite l'École normale dans la perspective de devenir enseignante. Son mari ne trouvant cependant pas d'emploi, ils repartent en Australie après ce premier retour. Avec leurs deux premiers enfants, ils s'installent ainsi dans la Nouvelle-Galles du Sud, à Mollymook. Bien que ses quatre enfants soient restés en Australie, elle est depuis revenue dans son pays, à Rangiroa, sur la terre de sa grand-mère maternelle. Elle est également divorcée. 

### Carrière littéraire
C'est en 1995, peu de temps après des mobilisations contre les essais nucléaires français, que Célestine Hitiura Vaite se lance dans l'écriture, en réaction à un article paru dans la presse australienne selon lequel « les Tahitiens ont perdu leur culture ». Remarquée par une maison d'édition à la suite de la publication de sa nouvelle L'Électricien,, Célestine Hitiura Vaite fait paraitre son premier livre, L’Arbre à pain, en 2000. Il s'agit un roman plurilingue, mêlant l'anglais, le tahitien, le français ainsi que d'autres langues locales. Deux autres romans suivent : son premier succès, Frangipanier, en 2004, et Tiare en 2006. Tous trois relatent le quotidien d’une même héroïne, Materena Mahi, et constituent une saga familiale, dépeinte avec humour, dans un Tahiti qui n’est pas celui des cartes postales. Publiés en anglais dans dix-sept pays, ils sont édités en français par Au vent des îles, une maison d'édition polynésienne, dans une traduction d'Henri Theureau.

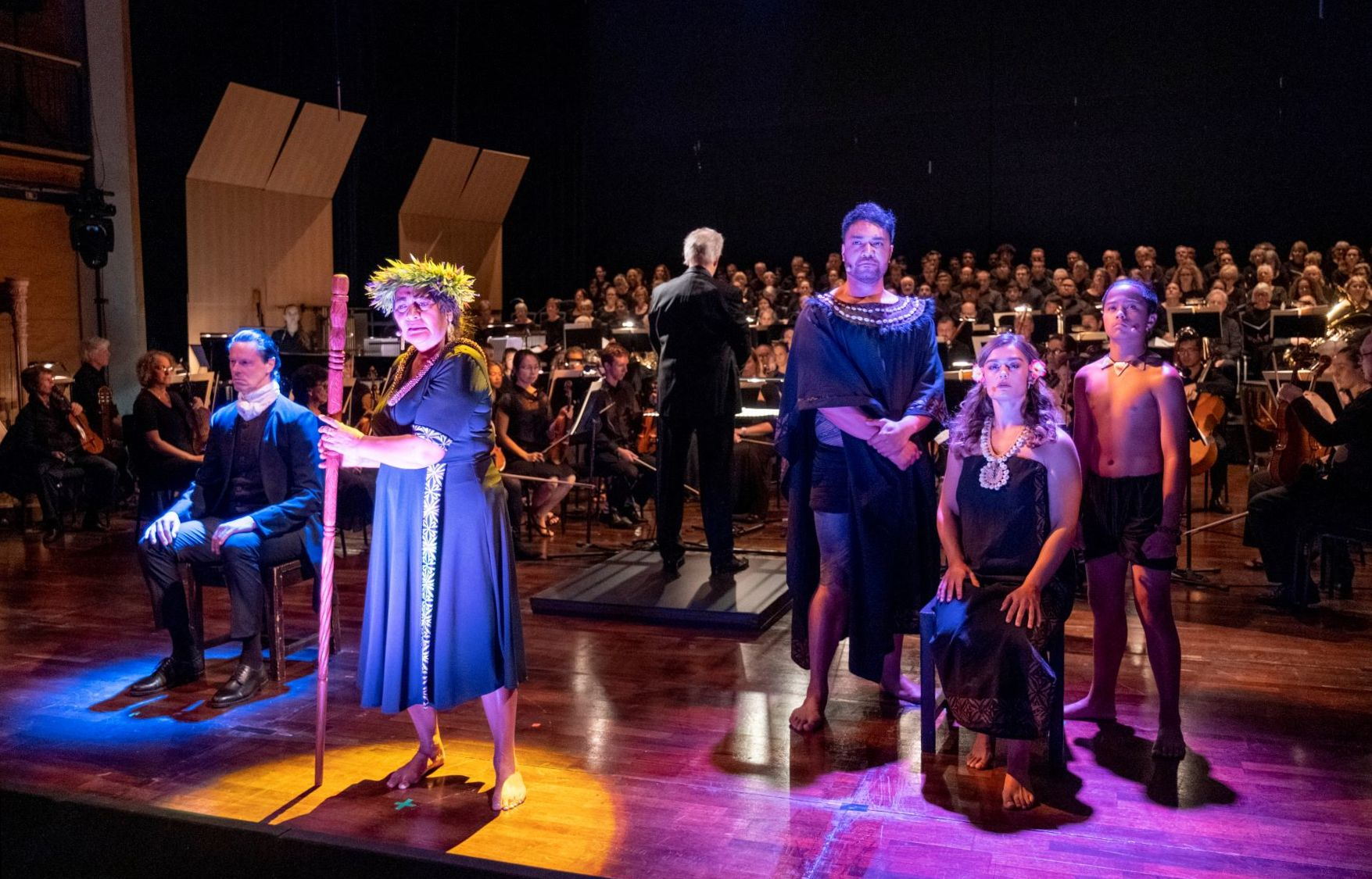
Première de l'opéra Ihitai 'Avei'a - Star Navigator en mars 2021.

Célestine Hitiura Vaite est par ailleurs l'autrice du livret de l'opéra Ihitai 'Avei'a - Star Navigator (en), composé par Tim Finn (en) et Tom McLeod et dont la première a lieu en mars 2021. En 2023, elle publie avec sa fille, l’auteure Turia Pitt, un premier livre pour enfants, Koko and the Coconut.
En parallèle de l'écriture, Célestine Hitiura Vaite donne également des conférences et des cours d’écriture.

### Engagements
Célestine Hitiura Vaite se dit féministe. Avant d'entrer en littérature, elle s'est occupée pendant huit ans de femmes victimes de violences domestiques.

## Œuvre

### La trilogie de Materena
1. L'Arbre à pain (2000)  (ISBN 2915654042)[4].
2. Frangipanier (2004)  (ISBN 2915654034)[5].
3. Tiare (2006)  (ISBN 1921145013)[6].

Ces récits évoquent les problèmes de la vie quotidienne dans les quartiers de la périphérie de Papeete.

### Autres écrits
- Ihitai’Avei’a - Star Navigator (2021)
- (en) Turia Pitt et Célestine Hitiura Vaite (ill. Emilie Tavaearii), Koko and the Coconut, Puffin, 2023 (ISBN 9781760892944)